# ألف ليلة وليلة (مسلسل 1989)
ألف ليلة وليلة: الأشكيف وست الملاح، هو مسلسل تلفزيوني مصري بطولة ليلى علوي وحسن يوسف، من إنتاج التلفزيون المصري عام 1989.

## قصة المسلسل
قصة المسلسل مقتبسة من الرواية الخيالية العربية والتي تحمل نفس الاسم، وفي هذه القصة يخطف الأشكيف «صلاح رشوان» الأميرة «ليلى علوي» ويحتجزها داخل قفص حديدي بمكان بعيد، لكن زعفران «أشرف سيف» يتمكن من قتله بالسيف وتحرير الأميرة.

## طاقم التمثيل
- ليلى علوي: (الأميرة هانوم / الأميرة صباح ست الملاح)
- حسن يوسف: (الملك لقمان - الأمير ريحان)
- زوزو نبيل: (ميمونة)
- أشرف سيف: (زعفران)
- محمد خيري: (الوزير دادار)
- صلاح رشوان: (الأمير كروان - الأشكيف)
- أشرف طلبة: (الدرويش أبو اليسر)
- فاروق نجيب: (الأمير نجم الدين)
- أحمد نبيل: (الأمير بدر الدين)
- نادر نور الدين: (الأمير شمس الدين)
- هشام أبو النصر: (ملك البحار)
- نبيلة كرم: (بنت ملك البحار)
- تحية حافظ
- أحمد زكي: (ضيف شرف)
- أحلام الجريتلي: (الوصيفة كهرمانة)
- فتحية قنديل: (الوصيفة فاطوم)
- عادل عطية
- أحمد غانم: (الملك سادوم)
- محمد جبريل: (كشمير)
- أمين عنتر
- نهاد رامي
- أنسي المصري
- فاروق رمضان
- علاء ولي الدين: (الأمير مقبول)
- عبد الحميد المنير: (الملك عنبر)
- علي الجندي
- أبو الفتوح عمارة: (بركات)
- عبد الحميد أنيس
- حسن العدل
- نصر سيف: (دهمش عفريت خاتم سليمان)
- محمد عتريس

## فريق العمل
- إخراج: فهمي عبد الحميد
- إخراج الرسوم المتحركة: شويكار خليفة
- تأليف المسلسل: طاهر أبو فاشا
- تأليف الأغاني: عبد السلام أمين
- ألحان: محمد الموجي
- إنتاج: التلفزيون المصري
- غناء المقدمة والنهاية: ليلى علوي
- مديرو التصوير: سمير الصبان، مصطفى عيد، ممدوح العسال، سامية صبحي، سامي فكري
- مصمم الاستعراضات: محمود رضا
- إعداد موسيقي: معالي الحفناوي

## وصلات خارجية
- صفحة المسلسل في قاعدة بيانات الأفلام العربية